# Замок дівчини в білому (роман)
«Замок дівчини в білому» — пригодницький роман для підлітків румунського письменника Константіна Кіріце, написаний у 1958 році. Другий за часом створення роман пенталогії про черешняків та другий епізод внутрішньої хронології серії.

## Назва
Роман завжди видавався під назвою «Замок дівчини в білому».

## Персонажі
Віктор, Урсу, Лучія, Йонел, Дан, Марія та Тік (черешняки), Лаура («дівчина в білому», яка прибула до містечка на канікули до бабусі), чоловік із шрамом, чоловік із борсуковими очима, худорлявий чоловік, чабан та інші

## Сюжет
Літні канікули, здавалося, не віщують жодних пригод. Тік від нудьги заглядає до школи, щоб поговорити зі сторожем, дідом Тімофте, але той зайнятий - розмовляє з якимось незнайомим Тіку чоловіком. Утім, хлопчакові вже не до них: він помічає на шкільному подвір'ї незнайому смагляву дівчину в білій сукні - і закохується з першого погляду.
Незабаром Тік з'ясовує, що її звати Лаура і вона гостює тут у бабусі. Його сестра Марія згадує, що минулого навчального року бачила її на міжшкільній олімпіаді з літератури: Марія посіла там перше місце, а Лаура - друге. Тік мріє прийняти дівчину в білому в компанію черешняків, тож Марія заходить до неї, щоб налагодити спілкування, але Лаура та її бабуся приймають гостю вельми прохолодно. Тоді Тік закликає на допомогу Дана, і вони починають стеження за Лаурою, намагаючись привернути її увагу. Але та лише сміється над комічними потугами двох хлопчаків, які уявили себе шпигунами.
Не дивно, що коли черешнякам раптово доставляють лист від Лаури, де вона просить їх про допомогу, бо її викрали й тримають у старовинному замку, про який вона так мріяла, хлопці сприймають це як чергове глузування, тим паче що у листі не вказана зворотна адреса. Та ще й Марія так недоречно згадує, що на олімпіаді Лаура посіла друге місце лише тому, що не закінчила свій дуже гарний твір про замок мрії. А не закінчила вона його тому, що нещодавно перенесла менінгіт і була ще дуже слабка... Але Тік, незважаючи на скептицизм товаришів, рветься рятувати дівчину в білому і переконує решту в необхідності такого кроку. Тим паче що бабуся Лаури підтверджує, що онука покинула її.
Йдучи від останнього посланця назад по ланцюжку і розшукуючи тих, хто з рук у руки передавав лист дівчини в білому, черешняки майже в повному складі (за винятком Йонела, який відпочиває десь із батьками) прямують у гори. Дорогою вони знаходять у схованці в стародавніх руїнах майстерно зашифровану грамоту середньовічного вельможі Крістаке Зогряну, в якій описується шлях до Замку двох хрестів, і розшифровують її.
Лаура, замкнена у фортеці (яка - от диво! - має вигляд точнісінько як біломармуровий замок її мрії, який вона описувала на олімпіаді), теж знаходить і розшифровує секретний документ - він був захований у схованці в стіні її темниці. У ньому йдеться про Замок двох хрестів. Планування фортеці, в якій її тримають, і справді підпорядковане символу хреста - це явно те саме місце. Лаура гірко шкодує, що через неуважність не написала в листі до черешняків шлях до замку. Як же вони тепер її відшукають? Адже вона хотіла під приводом викрадення просто покликати їх сюди в гості!
Але сімка відважних друзів все ж знаходить Замок двох хрестів - він виявляється точно таким, яким його описувала у своєму листі Лаура. В одній із кімнат навіть виявляється скарб - колекція старовинної зброї. Однак підлога в цьому замку вкрита шаром пилу: тут уже багато століть не ступала нога людини. Де ж Лаура? Пізніше підлітки здогадуються, що Замок двох хрестів названий так тому, що складається з двох однакових за плануванням замків, з'єднаних підземними ходами. Дверцята проходів приховані в мармуровому облицюванні колон у залах.
Черешняки проникають через колони з одного замку в інший, де нарешті знаходять Лауру. Тік навіть намагається протидіяти її викрадачам - доти, доки не з'ясовується, що назвати те, що трапилося, викраденням вельми складно. Ті, хто тримають Лауру тут - зовсім не бандити, а археологи. І приїхала вона до них сама, занудьгувавши на канікулах у компанії бабусі. Адже керівник археологів - батько Лаури, відомий професор і, між іншим, один із найзнаменитіших випускників їхньої школи (саме тому з ним так захоплено розмовляв дід Тімофте!). А під замком він тримав доньку тому, що в цих місцях водяться отруйні змії, і тільки в одному приміщенні він міг бути спокійним за її життя, бо разом з нею в тій кімнаті мешкав кіт Філіппе, навчений полювати на гадюк (професор взяв його на якийсь час у найближчому селі).
Незважаючи ні на що, малюк Тік страшенно пишається тим, що врятував полонянку в білому. Але Лаура тягнеться до більш дорослого з черешняків - Віктора, і це почуття взаємне.

## Україномовні видання
1980 р., «Веселка», 342 с., пер. М. С. Чищевого, мал. О. П. Сосновської, тверд. палітур., чорно-білі іл.

## Інші романи серії
| Дата публікації | Назва роману                  | Оригінальна назва         |
| --------------- | ----------------------------- | ------------------------- |
| 1956 рік        | «Лицарі черешневого цвіту»    | Cavalerii florii de cireș |
| 1958 рік        | «Замок дівчини в білому»      | Castelul fetei în alb     |
| 1965 рік        | «Колесо щастя»                | Roata norocului           |
| 1968 рік        | «Снігові крила»               | Aripi de zăpadă           |
| 1963 рік        | «Щасливої дороги, черешняки!» | Drum bun, Cireșari!       |